# At Last the 1948 Show
At Last the 1948 Show (auf Deutsch etwa „Endlich die Serie von 1948“) war in den 1960er Jahren eine satirische Fernsehserie des britischen Fernsehsenders ITV. Die Serie ist neben Do Not Adjust Your Set einer der zwei direkten Vorläufer der Fernsehserie Monty Python’s Flying Circus. Sie wurde 1967 von Paradine Productions, einer Firma von David Frost, in Zusammenarbeit mit Rediffusion London produziert.
In der Sendung traten Tim Brooke-Taylor, Marty Feldman, Aimi MacDonald und die späteren Monty-Python-Mitglieder Graham Chapman und John Cleese auf. Cleese and Brooke-Taylor waren außerdem für den Inhalt verantwortlich. Der Regisseur war Ian Fordyce. Die Serie wurde in schwarz-weiß gedreht und bestand aus 13 Episoden.

## Geschichte
Der britische Fernsehschaffende David Frost bat Cleese, Chapman and Brooke-Taylor in einer Sketch-Fernsehserie mitzuwirken. Diese schlugen als weiteres Mitglied Marty Feldman vor, der bis dahin ein Comedyautor war.
Die Serie war der Vorläufer der Radioserie I'm Sorry, I'll Read That Again und der Fernsehserien Monty Python’s Flying Circus und The Goodies. Auf die Serie folgte weiterhin Feldmans Fernsehserie Marty (unter Mitwirkung von Tim Brooke-Taylor). Das Konzept komische Szenen mit eingestreuten Liedern zu mischen wurde bei den Nachfolgern verworfen.
Es gibt keinen direkten Zusammenhang zwischen der Serie und dem Jahr 1948. Der Titel der Serie spielt darauf an, dass die BBC zu dieser Zeit Sendungen über Monate zurückhielt, bevor diese schließlich ausgestrahlt wurden. Das Team nahm außerdem eine Langspielplatte mit Sketchen aus der Sendung auf und veröffentlichte ein Buch mit einigen Sketchen.
Einige der Sketche wurden von Monty Python in den zwei für das deutsche Fernsehen produzierten Sonderfolgen (Monty Pythons fliegender Zirkus) und in Bühnenauftritten wiederbelebt. Unter anderem der Four-Yorkshiremen-Sketch, der zu ihrer Bühnenshow Monty Python Live at the Hollywood Bowl gehörte. Der Bookshop Sketch ist in abgewandelter Form auf Monty Python’s Contractual Obligation Album enthalten.
Die Serie wurde in den heutigen Fountain Studios im Londoner Stadtteil Wembley aufgenommen.
Filmmaterial mit John Cleese und Tim Brooke-Taylor aus At Last the 1948 Show wurde in der Dokumentation Monty Python: Almost the Truth (The Lawyers Cut) gezeigt.

## Gastauftritte
- Bill Oddie
- Eric Idle
- Jo Kendall